# Once (Buenos Aires)

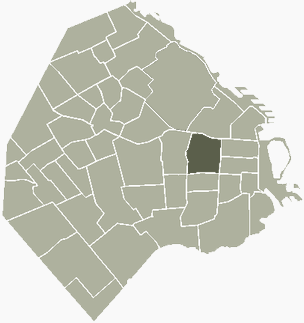
Situation du quartier de Balvanera, au-dedans duquel se trouve l’Once.

Once (pour Once de Septiembre, soit Onze-Septembre, faisant allusion à la révolution du 11 septembre 1852) est la dénomination non officielle d’une partie du quartier de Balvanera, dans la ville de Buenos Aires. 

## Description et histoire
Au XIXe siècle, Balvanera n’était encore qu’un faubourg extérieur de la ville. Un recensement effectué en 1836 estima sa population à 3625 habitants, dont la presque totalité vivait dans des quintas (petites villas), raison pour laquelle la zone était alors désignée par las quintas. Son avenue principale, orientée d’est en ouest, était le Camino Real del Oeste (littér. Chemin royal de l’ouest), rebaptisé plus tard en son nom actuel Avenida Rivadavia.
À partir de 1775 apparurent les enclos dits Corrales de Miserere, qui se situaient à l’emplacement de la gare de chemins de fer Once et de ce qui est aujourd’hui la plaza Miserere (laquelle doit son nom à Antonio González Varela, habitant du quartier et surnommé « miserere » en raison de sa miséricordie et de sa bonhomie) et s’étendaient jusqu’aux actuelles avenues Corrientes au nord et Pueyrredón à l’est, jusqu’à la rue Ecuador. Cette zone fut en 1806 et en 1807 l’un des théâtres des tentatives britanniques de s’emparer du Río de la Plata. 
Le quartier aujourd’hui communément appelé Once n’est qu’une subdivision d’un des 48 quartiers composant légalement la ville de Buenos Aires et n’a donc aucune existence officielle, ni du reste de périmètre précis. Il se signale par ses nombreuses boutiques d’occasions et ses commerces à bas prix, et englobe plusieurs aires commerciales. Sa dénomination est dérivée du nom de la gare terminus Estación Once de Septiembre sise au milieu de cette zone et construite en 1857 pour le compte de la compagnie ferroviaire Red ferroviaria argentina, le nom Once de Septiembre provenant pour sa part du 11 septembre 1852, date à laquelle l’État de Buenos Aires se proclama indépendant en faisant sécession du reste de l’Argentine. S’y sont en particulier installés un grand nombre la juifs, qui traditionnellement y exercent les métiers de tailleur et de commerçant. Le quartier du reste héberge plusieurs synagogues, collèges et associations juifs. Pendant la Semaine tragique (janvier 1919), le quartier fut le décor du seul pogrom jamais survenu sur le continent américain. À la suite de la crise de 2001 et du subséquent départ de nombreux juifs portègnes vers Israel, la population du quartier baissa sensiblement. Dans le quartier résident par ailleurs de nombreux immigrés en provenance de Corée du Sud et du Pérou.
Sur la place Miserere se dresse le mausolée de Bernardino Rivadavia, premier président argentin.

## Habitants illustres
- Bernardo Alberto Houssay (1887-1971), médecin et pharmacologue argentin, prix Nobel de médecine 1947.
- Eliahu Toker (1934-2010), écrivain né dans le quartier d’Once.
- Ezra Sued (1923-2011), footballeur argentin.
- Ricardo Darín (né en 1957), acteur argentin.
- Daniel Burman (1973), réalisateur et producteur de cinéma argentin, né dans l’Once.

## Galerie

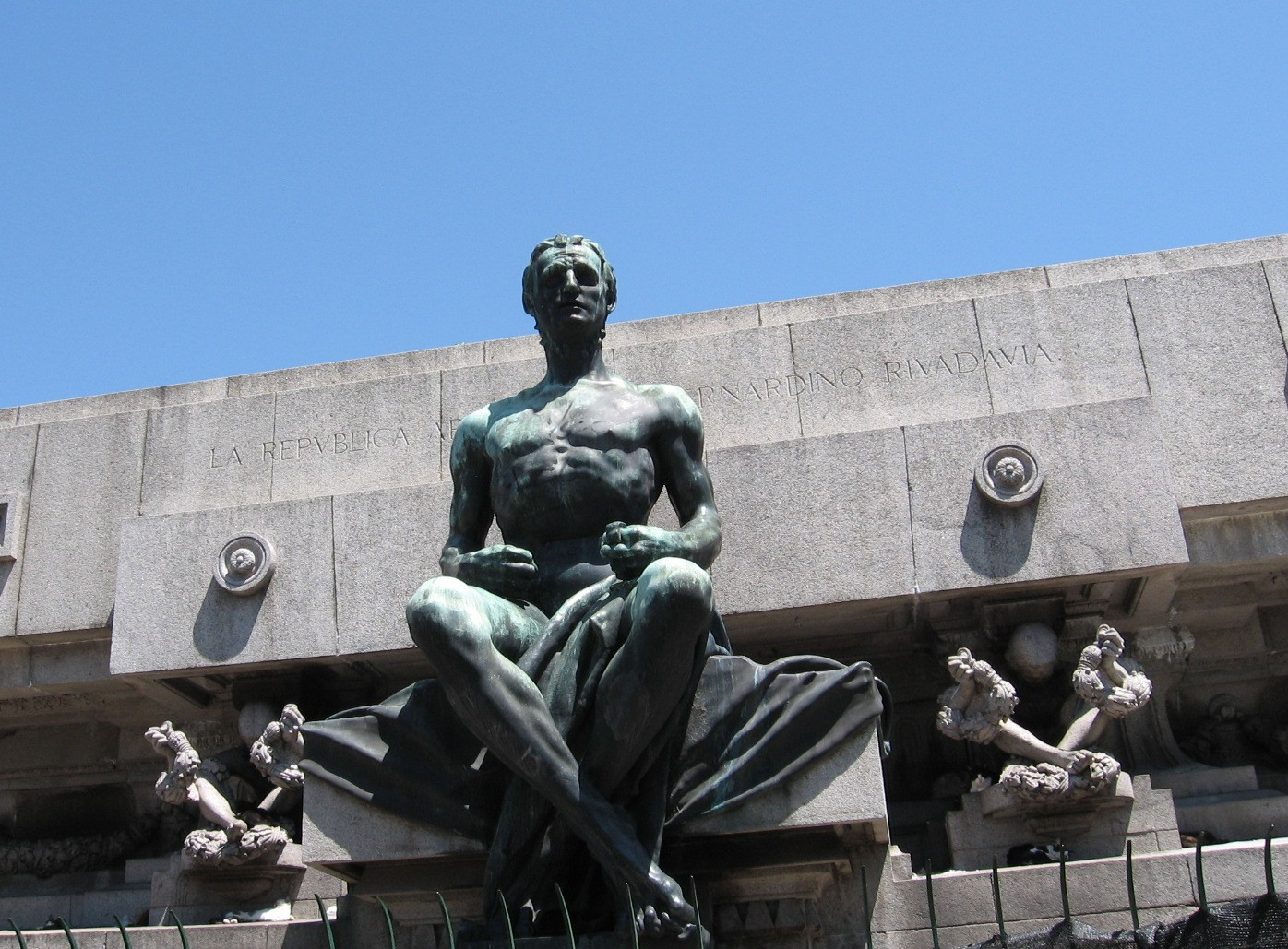
Statue en hommage à Bernardino Rivadavia, sur la Plaza Miserere.
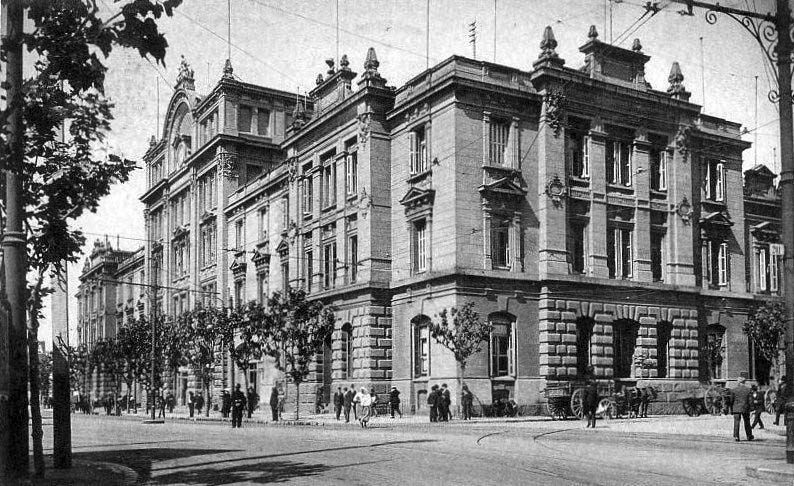
Gare terminus Once de Septiembre sur une carte postale ancienne.
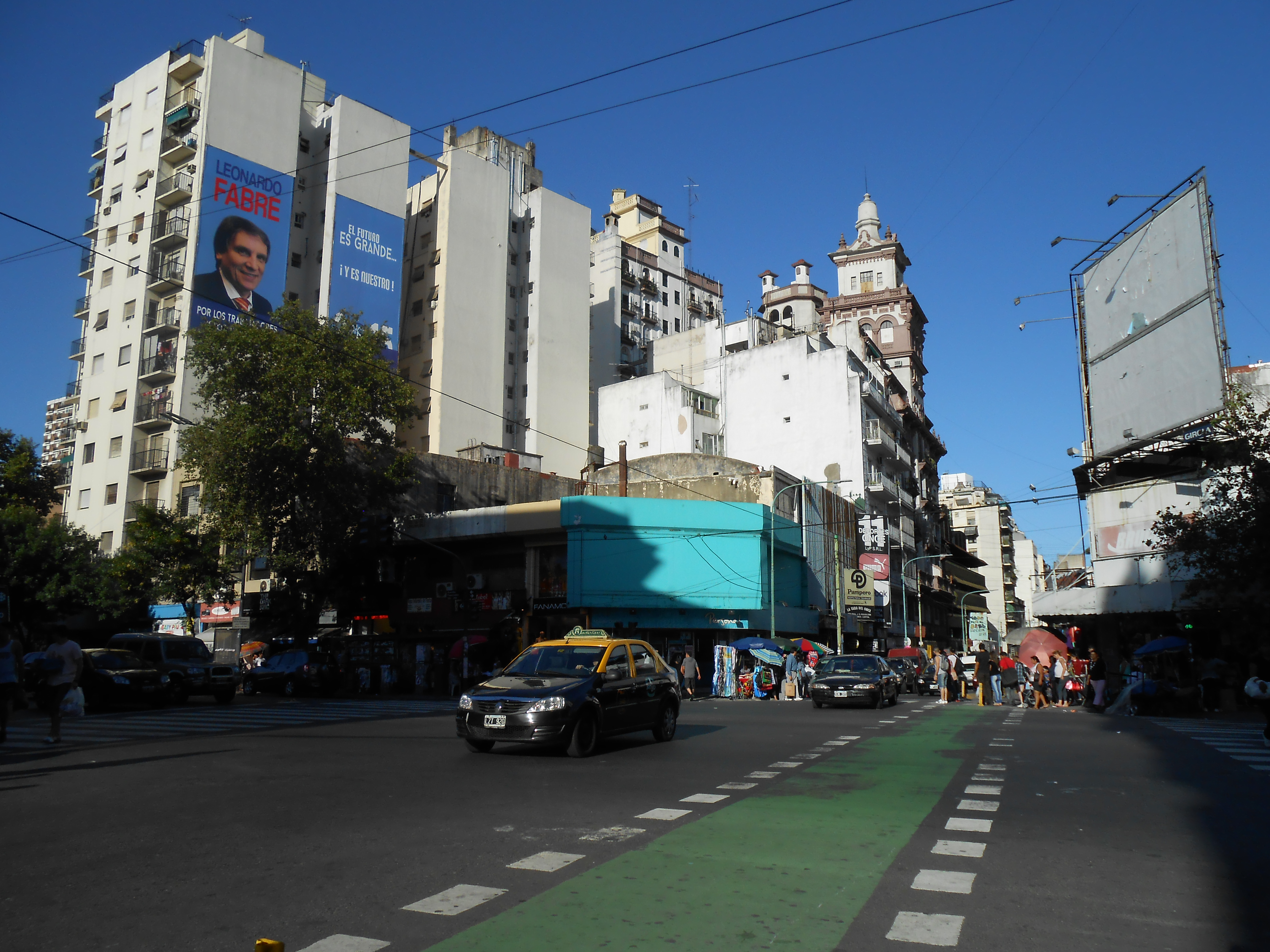
Angle de la rue Perón et de l'avenue Pueyrredón.
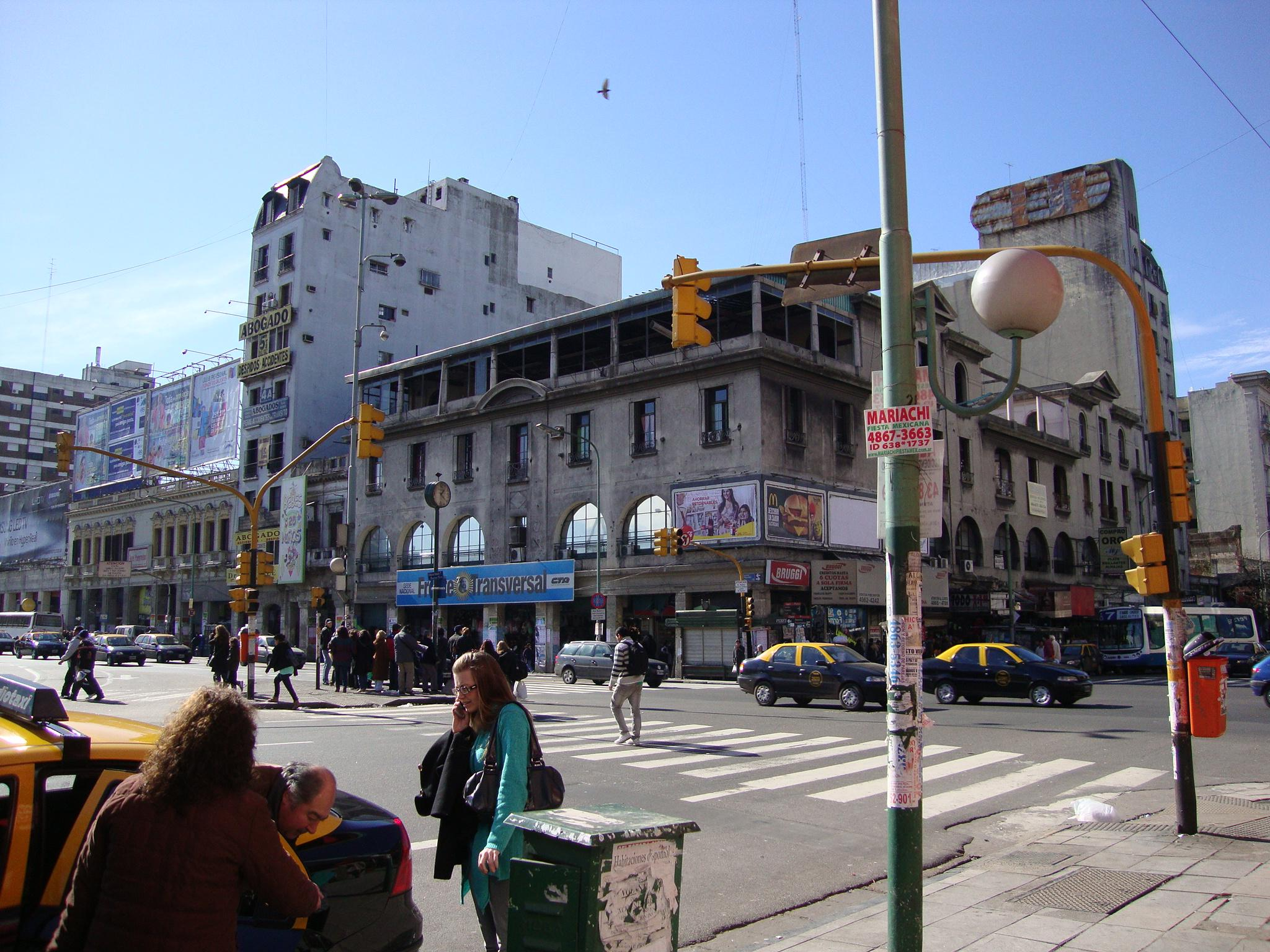
Vue de la place Miserere.